# Cultura de Sierra Leona

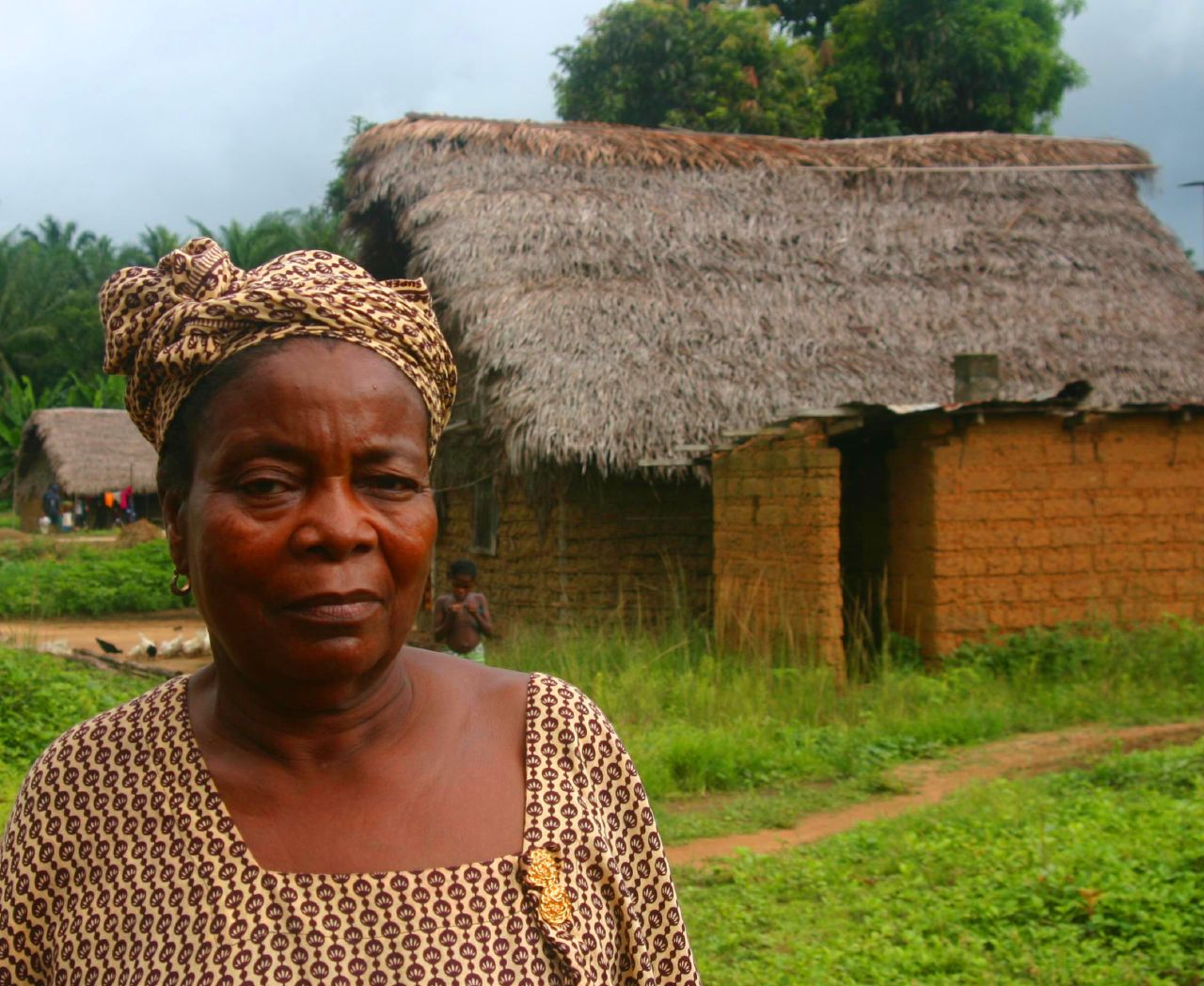
Mujer en la villa de Njama en el distrito de Kailahun, Sierra Leona.

Vendedor de artesanía en Freetown

La cultura de Sierra Leona posee una mezcla de elementos africanos e ingleses. La denominación "Sierra Leona" se remonta a 1462, cuando el explorador portugués Pedro da Cintra, navegando a lo largo de la costa occidental de África, observó las prominentes montañas que se alzaban en lo que es en la actualidad la Península de Freetown y la denominó "Serra Lyoa". Posteriores visitas por marinos ingleses y la colonización inglesa modificaron el nombre a "Sierra Leone." A pesar de una serie de variaciones regionales en el idioma y las tradiciones los habitantes actuales de Sierra Leona se encuentran unidos por una serie de factores, tales como su lengua franca denominada Krio, la pertenencia de hombres y mujeres a diversas asociaciones y sociedades y la práctica de deportes de equipo.  
Sierra Leona posee 4,7 millones de habitantes, con una gran proporción de jóvenes y niños. La población ha estado creciendo a una tasa del 2% por año, aunque desde el comienzo de los conflictos internos en 1991 la tasa se ha reducido un tanto. El 36 % de la población vive en zonas urbanas. Una mujer en promedio tiene seis hijos durante su vida. 
En Sierra Leona habitan unos quince grupos étnicos. Los dos grupos étnicos más populosos son los Temné y los Mende, cada uno abarca casi el 30% de la población total, y han "absorbido" a numerosos grupos menores. Por ejemplo el pueblo Loko admite que han sido fuertemente influenciados por el pueblo Temné que los rodea, mientras que los Krim y los Gola han sido influidos por los Mende. Además existe un importante grupo de pobladores de ascendencia libanesa, cuyos antepasados escaparon de las persecuciones turcas en el Líbano durante el siglo XIX. Aunque cada grupo posee su propio idioma, la mayoría de las personas o bien hablan mende, temné, o krio. El idioma oficial de las escuelas y oficinas del gobierno es el inglés, producto de la influencia colonial inglesa.  
Los Mendes, Temnes y otros grupos tienen un sistema de sociedades secretas que a través de los siglos ha preservado la cultura de las diversas tribus. Estas prácticas y costumbres le son inculcadas a los miembros de los diversos grupos desde la infancia. A causa de este secretismo la mayoría de las actividades culturales locales se encuentran vedadas al extranjero.

## Casamiento
Para todos los habitantes de Sierra Leona el casamiento es una marca de maduración y aporta un prestigio considerable a la novia y al novio. Las costumbres varían según el grupo étnico y el estatus socioeconómico, pero por lo general comienza cuando el hombre es capaz de acumular suficiente riqueza como para pagar la dote de la novia (a menudo una combinación de dinero y telas finas) que ofrece a la novia y a su familia. Puede ser que esto lo logre acumular por su cuenta, pero a menudo debe recurrir por ayuda a su padre y a los hermanos de su padre. Casi todos los casamientos solían ser concertados entre las familias, muchas veces cuando las niñas todavía eran muy jóvenes. En la actualidad son más comunes, los matrimonios por amor, especialmente entre jóvenes que han podido concurrir a la escuela.